# Ghassan Massoud
Ghassan Massoud (ur. 20 września 1958 w Tartusie) – syryjski aktor. 

## Filmografia
- 2005: Królestwo niebieskie jako Saladyn
- 2007: Piraci z Karaibów: Na krańcu świata jako kapitan Ammand
- 2014: Exodus: Bogowie i królowie jako Paser